# 海菲爾德-喀斯喀特 (馬里蘭州)
海菲爾德-喀斯喀特（英語：Highfield-Cascade）是位於美國馬里蘭州華盛頓縣的一個普查規定居民點。

## 人口
根據2020年美國人口普查的數據，海菲爾德-喀斯喀特的面積為4.49平方千米，當中陸地面積為4.49平方千米，而水域面積為0.00平方千米。當地共有人口1082人，而人口密度為每平方千米240.98人。